# Polisportiva Comunale Almennese Atalanta Femminile 2004-2005
Questa voce raccoglie le informazioni riguardanti la Polisportiva Comunale Almennese Atalanta Femminile nelle competizioni ufficiali della stagione 2004-2005.

## Divise e sponsor
La tenuta di gioco riprendeva quella utilizzata dall'Atalanta maschile, con quella interna classica con maglia a strisce nerazzurre con colletto a V nero, abbinata a calzoncini e calzettoni neri e quella esterna completamente bianca.
| 1ª divisa |  | 2ª divisa |

## Rosa
| N. |                   | Ruolo | Calciatrice     |
| -- | ----------------- | ----- | --------------- |
|    | Italia (bandiera) | P     | Alessia Gritti  |
|    | Italia (bandiera) | D     | Chiara Busi     |
|    | Italia (bandiera) | D     | Marianna Marini |
|    | Italia (bandiera) | D     | Paola Natali    |
|    | Italia (bandiera) | D     | Chiara Nespoli  |
|    | Italia (bandiera) | D     | Marianna Rota   |

| N. |                   | Ruolo | Calciatrice        |
| -- | ----------------- | ----- | ------------------ |
|    | Italia (bandiera) | D     | Elisa Zizioli      |
|    | Italia (bandiera) | C     | Naila Ramera       |
|    | Italia (bandiera) | C     | Alessandra Rota    |
|    | Italia (bandiera) | C     | Andrea Scarpellini |
|    | Italia (bandiera) | A     | Manuela Mangili    |
|    | Italia (bandiera) | A     | Penelope Riboldi   |

## Risultati

### Coppa Italia
| Almenno San Salvatore 12 settembre 2004, ore 15:00 CEST Primo turno, girone 5 - 1ª giornata | Atalanta | 2 – 0 | Pro Bergamo | Stadio comunale |

| Porto Mantovano 19 settembre 2004, ore 15:00 CEST Primo turno, girone 5 - 2ª giornata | Porto Mantovano | 1 – 6 | Atalanta |  |

| Monza 2 ottobre 2004, ore 15:00 CEST Secondo turno - Andata | Fiammamonza | 3 – 1 | Atalanta | Stadio Gino Alfonso Sada |

| Almenno San Salvatore 7 novembre 2004 Secondo turno - Ritorno | Atalanta | 0 – 4 | Fiammamonza | Stadio comunale |

## Statistiche

### Statistiche di squadra
| Competizione | Punti | In casa | In casa | In casa | In casa | In casa | In casa | In trasferta | In trasferta | In trasferta | In trasferta | In trasferta | In trasferta | Totale | Totale | Totale | Totale | Totale | Totale | DR  |
| Competizione | Punti | G       | V       | N       | P       | Gf      | Gs      | G            | V            | N            | P            | Gf           | Gs           | G      | V      | N      | P      | Gf     | Gs     | DR  |
| ------------ | ----- | ------- | ------- | ------- | ------- | ------- | ------- | ------------ | ------------ | ------------ | ------------ | ------------ | ------------ | ------ | ------ | ------ | ------ | ------ | ------ | --- |
| Serie A2     | 58    | 11      | 8       | 3       | 0       | 28      | 7       | 11           | 10           | 1            | 0            | 29           | 9            | 22     | 18     | 4      | 0      | 57     | 16     | +41 |
| Coppa Italia | -     | 2       | 1       | 0       | 1       | 2       | 4       | 2            | 1            | 0            | 1            | 7            | 4            | 4      | 2      | 0      | 2      | 9      | 8      | +1  |
| Totale       | -     | 13      | 9       | 3       | 1       | 30      | 11      | 13           | 11           | 1            | 1            | 36           | 13           | 26     | 20     | 4      | 2      | 66     | 24     | +42 |

### Statistiche delle giocatori
| Giocatore      | Serie A2 | Serie A2 | Serie A2    | Serie A2   | Coppa Italia | Coppa Italia | Coppa Italia | Coppa Italia | Totale   | Totale | Totale      | Totale     |
| Giocatore      | Presenze | Reti     | Ammonizioni | Espulsioni | Presenze     | Reti         | Ammonizioni  | Espulsioni   | Presenze | Reti   | Ammonizioni | Espulsioni |
| -------------- | -------- | -------- | ----------- | ---------- | ------------ | ------------ | ------------ | ------------ | -------- | ------ | ----------- | ---------- |
| C. Busi        | .        | .        | .           | .          | ?            | ?            | ?            | ?            | 0+       | 0+     | 0+          | 0+         |
| A. Gritti      | .        | .        | .           | .          | ?            | ?            | ?            | ?            | 0+       | 0+     | 0+          | 0+         |
| M. Mangili     | .        | .        | .           | .          | ?            | ?            | ?            | ?            | 0+       | 0+     | 0+          | 0+         |
| M. Marini      | .        | .        | .           | .          | ?            | ?            | ?            | ?            | 0+       | 0+     | 0+          | 0+         |
| P. Natali      | .        | .        | .           | .          | ?            | ?            | ?            | ?            | 0+       | 0+     | 0+          | 0+         |
| C. Nespoli     | .        | .        | .           | .          | ?            | ?            | ?            | ?            | 0+       | 0+     | 0+          | 0+         |
| N. Ramera      | .        | .        | .           | .          | ?            | ?            | ?            | ?            | 0+       | 0+     | 0+          | 0+         |
| P. Riboldi     | 21       | 19       | .           | .          | 4            | 3            | ?            | ?            | 25       | 22     | 0+          | 0+         |
| A. Rota        | .        | .        | .           | .          | ?            | ?            | ?            | ?            | 0+       | 0+     | 0+          | 0+         |
| M. Rota        | .        | .        | .           | .          | ?            | ?            | ?            | ?            | 0+       | 0+     | 0+          | 0+         |
| A. Scarpellini | .        | .        | .           | .          | ?            | ?            | ?            | ?            | 0+       | 0+     | 0+          | 0+         |
| E. Zizioli     | .        | .        | .           | .          | ?            | ?            | ?            | ?            | 0+       | 0+     | 0+          | 0+         |